# Cornelia Froboess

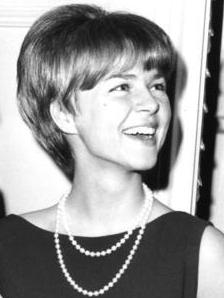
Cornelia Froboess (1966)

Cornelia Froboess (* 28. Oktober 1943 in Wriezen), in frühen Phasen ihrer Karriere zunächst auch bekannt als Die kleine Cornelia, später als Conny, ist eine deutsche Schauspielerin, Synchronsprecherin und ehemalige Schlagersängerin.

## Karriere

### Kindheit und erste Erfolge

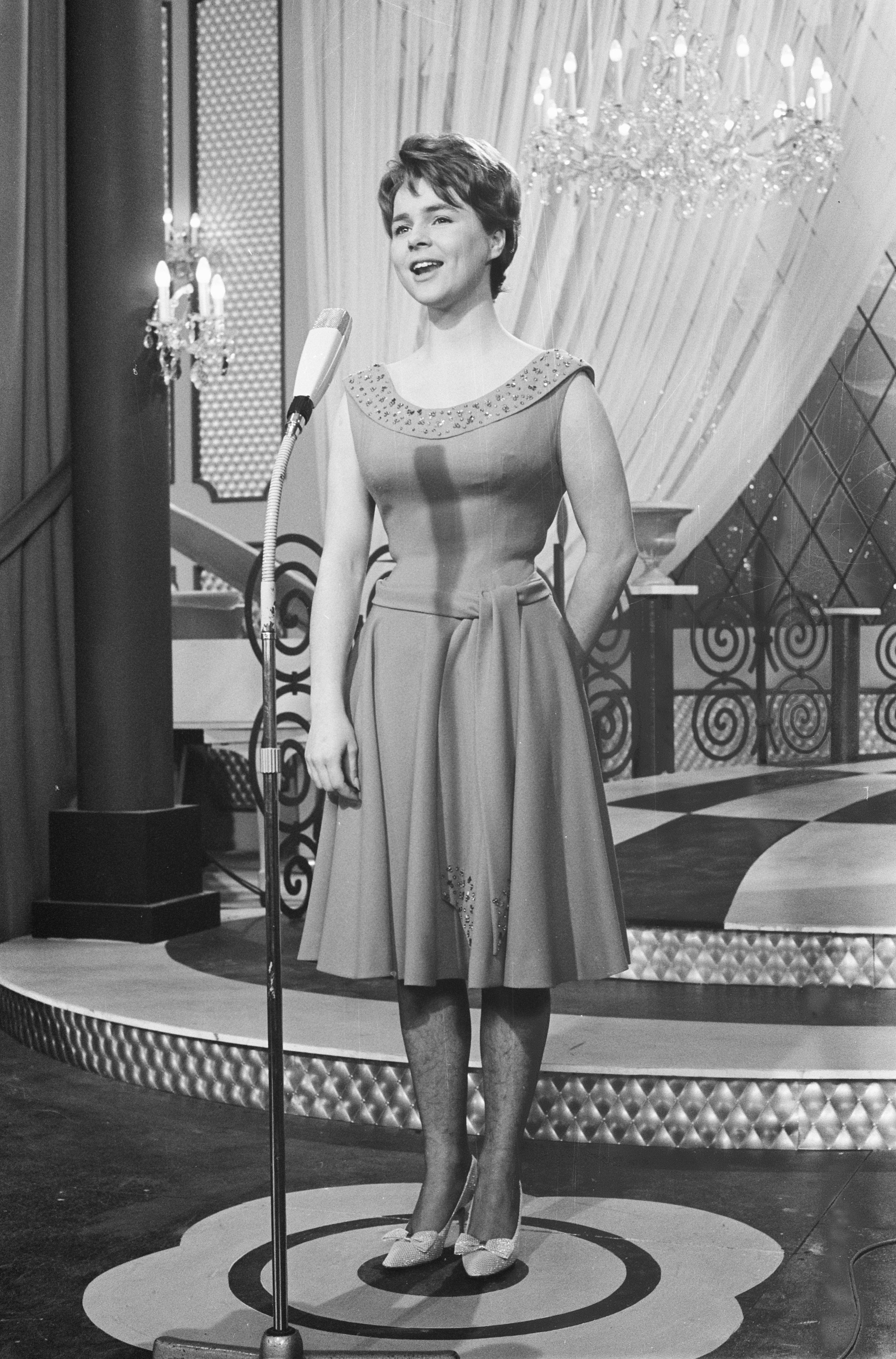
Cornelia Froboess beim Grand Prix Eurovision 1962

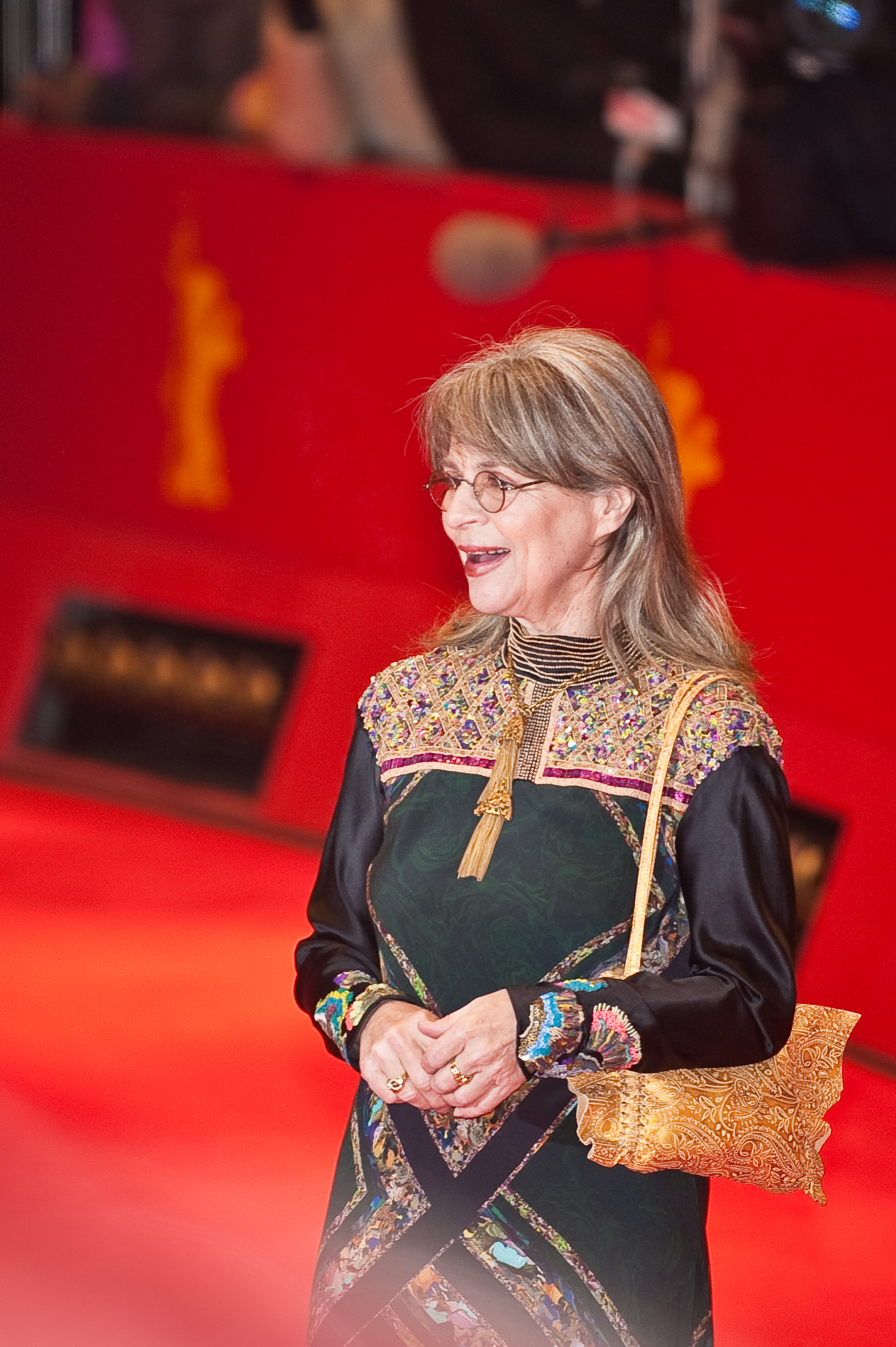
Cornelia Froboess auf der Berlinale 2010

Gerhard Froboess schickte seine schwangere Frau Margaretha 1943 wegen der Bombenangriffe auf Deutschland von Berlin nach Wriezen, wo Cornelia Froboess im selben Jahr geboren wurde. Sie ist die Nichte des Stuntmans Harry Froboess. Ihre Kindheit verbrachte sie in der Gottschalkstraße in Berlin-Wedding.
Ihren ersten Bühnenauftritt hatte Froboess im Mai 1951 mit dem Schlager Pack die Badehose ein, den ihr Vater ursprünglich für die Schöneberger Sängerknaben geschrieben hatte. Sie wurde damit zum Kinderstar und galt als kesse Berliner Göre.
Von 1959 bis 1963 nahm sie bei Marlise Ludwig in Berlin Schauspielunterricht.

### Schlagerstar
Als der Rock’n’Roll Deutschland eroberte, wurde Froboess, die sich zunächst Conny, später Conny Froboess nannte, mit Liedern wie Mr. Music, I Love You Baby, Lippenstift am Jackett und Teenager Melody am Ende der 1950er Jahre zum Teenageridol. Einige Titel wurden im Duett mit den beliebten jungen Kollegen Peter Alexander, Rex Gildo, Will Brandes und Peter Kraus aufgenommen.
1962 erreichte Froboess mit dem Lied Zwei kleine Italiener (Komponist Christian Bruhn) Platz eins der Deutschen Schlager-Festspiele und vertrat damit Deutschland beim Grand Prix Eurovision in Luxemburg. Obwohl sie dort nur den sechsten Platz erreichte, wurde der Titel ein Millionenhit und ist noch heute ein beliebter Evergreen. Froboess nahm ihn auch in Niederländisch (Twee kleine Italianen), Italienisch (Un bacio all’italiana) und Englisch (Gino) auf. Froboess’ zweiter international erfolgreicher Titel war Lady Sunshine und Mr. Moon, den sie in Deutsch, Niederländisch (Lady Sunshine en Mister Moon) und Französisch (On peut bien dire) aufnahm.
Mitte der 1960er Jahre zog sich Froboess aus der Musikbranche zurück, ihre letzte Solo-Langspielplatte, Die neuen Lieder der Cornelia Froboess, erschien 1967. Ab Beginn der 1970er Jahre trat Froboess hauptsächlich als Theaterschauspielerin in Erscheinung und nannte sich seit dieser Zeit stets mit ihrem vollen Namen, Cornelia Froboess.

### Film und Fernsehen
Parallel zu ihrer Gesangskarriere war Froboess Ende der 1950er und in der ersten Hälfte der 1960er Jahre im Unterhaltungsfilm erfolgreich. Ihre Leinwandpartner waren unter anderem Peter Kraus, Peter Weck, Rex Gildo und Peter Alexander. 1960 spielte sie zusammen mit Kraus in Conny und Peter machen Musik, dem erfolgreichsten Film des Jahres. Froboess und Kraus wurden als sympathisches Teenagerpaar vermarktet.
Im Fernsehen wurde Froboess später noch einmal in der Rolle der Pia Michaelis an der Seite von Günter Pfitzmann in der ARD-Serie Praxis Bülowbogen populär, nachdem sie nahezu drei Jahrzehnte vor allem Theater gespielt hatte. 1999 war sie die deutsche Synchronsprecherin der Löwin Zira in dem Zeichentrickfilm Der König der Löwen 2 – Simbas Königreich. In Die Wilden Kerle spielte sie 2003 die Großmutter von Vanessa und von 2013 bis 2020 in den fünf Teilen der Filmreihe Ostwind die Gestütsbesitzerin Maria Kaltenbach.
2010 wurde Froboess in die Wettbewerbsjury der 60. Internationalen Filmfestspiele von Berlin berufen.

### Theater
Von 1972 bis 2001 war Froboess festes Mitglied der Münchner Kammerspiele und profilierte sich nach Jahren der leichten Unterhaltung in Schlager und Film als Bühnendarstellerin in klassischen und modernen Theaterstücken, etwa in der Titelrolle in Minna von Barnhelm von Gotthold Ephraim Lessing und der Rolle der Lotte in Groß und klein von Botho Strauß (Regie Dieter Dorn). Ernst Wendt inszenierte mit ihr Maria Stuart von Friedrich Schiller und Intendant Dorn Lulu von Frank Wedekind (jeweils in der Titelrolle) sowie Faust von Johann Wolfgang von Goethe (in der Rolle der Marthe Schwerdtlein). Ihre letzten großen Rollen an den Kammerspielen waren Frau Wangel in Die Frau vom Meer von Henrik Ibsen und Cäcilie in Goethes Stella, beide unter der Regie von Thomas Langhoff.
1984 spielte Froboess mit großem Erfolg Eliza Doolittle in dem Musical My Fair Lady am Theater am Gärtnerplatz in München unter der Regie von August Everding. 2001 folgte sie Dieter Dorn an das Bayerische Staatsschauspiel und spielte, wieder unter Thomas Langhoff, die Laura in Der Vater von August Strindberg. 2011 war sie am Bayerischen Staatsschauspiel unter der Regie Dorns als Gräfin Helena in Das Käthchen von Heilbronn zu sehen.

## Privatleben
Am 3. August 1967 heiratete Froboess Hellmuth Matiasek, den damaligen Leiter des Staatstheaters Braunschweig und späteren Intendanten des Gärtnerplatztheaters in München. 1968 bekam das Paar eine Tochter, Agnes, und 1970 einen Sohn, Kaspar. Die Familie lebte im Inntal in der Nähe des Wendelsteins. Matiasek starb am 7. April 2022.

## Preise und Ehrungen
- 1959: Löwe von Radio Luxemburg in Bronze und in Silber für I Love You Baby
- 1963: Goldene Schallplatte für Zwei kleine Italiener[6][7]
- 1963: Goldener Hund von Electrola für Zwei kleine Italiener[8]
- 1968: Ernst-Lubitsch-Preis
- 1973: Hersfeld-Preis[9]
- 1985: Mitglied in der Berliner Akademie der Künste
- 1987: Bundesverdienstkreuz am Bande
- 1990: Gertrud-Eysoldt-Ring für ihre Darstellung der Ellida Wangel in Henrik Ibsens Stück Die Frau vom Meer in der Inszenierung von Thomas Langhoff an den Münchner Kammerspielen
- 1991: Ordentliches Mitglied der Bayerischen Akademie der Schönen Künste
- 1994: Bayerischer Filmpreis Darstellerpreis für ihre Rolle in Tag der Abrechnung – Der Amokläufer von Euskirchen
- 1996: Telestar Beste Darstellerin in einem Fernsehspiel für Angst hat eine kalte Hand
- 1996: Sonderpreis für darstellerische Leistung bei den Baden-Badener Tagen des Fernsehspiels für Angst hat eine kalte Hand
- 2004: Pro meritis scientiae et litterarum
- 2005: Bayerischer Maximiliansorden für Wissenschaft und Kunst
- 2009: Kurt-Meisel-Preis
- 2010: Kulturpreis Bayern der E.ON Bayern AG (Sonderpreis des Bayerischen Staatsministeriums für Wissenschaft, Forschung und Kunst)
- 2011: Kulturpreis der Bayerischen Landesstiftung[10]
- 2017: Berliner Bär (B.Z.-Kulturpreis)[11]
- 2020/21: Platinromy der Akademie für das Lebenswerk (zuerkannt 2020, verliehen 2021)[12]
- 2021: Deutscher Schauspielpreis – Ehrenpreis für das Lebenswerk[13]

## Diskografie
Singles

| Jahr | Titel Album | Höchstplatzierung, Gesamtwochen/‑monate, AuszeichnungChartsChartplatzierungen (Jahr, Titel, Album, Platzierungen, Wochen/Monate, Auszeichnungen, Anmerkungen) | Anmerkungen                                                                                      |
| Jahr | Titel Album | DE | Anmerkungen                                                                                      |
| ---- | --- | --- | ------------------------------------------------------------------------------------------------ |
| 1954 | Robinson-Mambo – | DE22 (2 Mt.)DE | Erstveröffentlichung: 1954                                                                       |
| 1957 | Diana – | DE2 (8 Mt.)DE | Erstveröffentlichung: Dezember 1957                                                              |
| 1958 | I Love You, Baby – | DE2 (6 Mt.)DE | Erstveröffentlichung: Februar 1958                                                               |
| 1958 | Auch du hast dein Schicksal in der Hand – | DE8 (4 Mt.)DE | Erstveröffentlichung: Juni 1958                                                                  |
| 1958 | Glockengießer-Rock – | DE11 (5 Mt.)DE | Erstveröffentlichung: Juni 1958                                                                  |
| 1958 | Blue Jean Boy – | DE19 (3 Mt.)DE | Erstveröffentlichung: August 1958                                                                |
| 1958 | Jolly Joker – | DE22 (2 Mt.)DE | Erstveröffentlichung: Oktober 1958                                                               |
| 1958 | Hey Boys – How Do You Do? – | DE20 (3 Mt.)DE | Erstveröffentlichung: Oktober 1958                                                               |
| 1958 | Teenager-Melodie – | DE19 (2 Mt.)DE | Erstveröffentlichung: November 1958 mit Will Brandes                                             |
| 1959 | Mister Music – | DE16 (4 Mt.)DE | Erstveröffentlichung: Juni 1959                                                                  |
| 1959 | Kleine Lucienne – | DE8 (7 Mt.)DE | Erstveröffentlichung: September 1959                                                             |
| 1959 | Little Girl – | DE16 (4 Mt.)DE | Erstveröffentlichung: September 1959                                                             |
| 1959 | Ein Mädchen mit 16 – | DE22 (3 Mt.)DE | Erstveröffentlichung: September 1959                                                             |
| 1960 | Yes, My Darling! – | DE13 (3 Mt.)DE | Erstveröffentlichung: März 1960 mit Rex Gildo                                                    |
| 1960 | Lippenstift am Jackett – | DE27 (1 Mt.)DE | Erstveröffentlichung: März 1960                                                                  |
| 1960 | Midi-Midinette – | DE10 (7 Mt.)DE | Erstveröffentlichung: Juli 1960                                                                  |
| 1960 | Wer wird der Erste sein – | DE49 (1 Mt.)DE | Erstveröffentlichung: Juli 1960                                                                  |
| 1960 | Sag mir, was du denkst – | DE21 (3 Mt.)DE | Erstveröffentlichung: August 1960 mit Peter Kraus                                                |
| 1960 | Lago Maggiore – | DE46 (2 Mt.)DE | Erstveröffentlichung: Dezember 1960                                                              |
| 1961 | Firulin – | DE40 (1 Mt.)DE | Erstveröffentlichung: April 1961 mit Rex Gildo                                                   |
| 1961 | Ich bin für die Liebe nicht zu jung – | DE19 (3 Mt.)DE | Erstveröffentlichung: Juni 1961                                                                  |
| 1961 | Mein Vater war ein Cowboy – | DE17 (1 Mt.)DE | Erstveröffentlichung: Juni 1961                                                                  |
| 1961 | Mariandl – | DE20 (2 Mt.)DE | Erstveröffentlichung: September 1961                                                             |
| 1961 | Einen Kuß und noch einen Kuß … – | DE28 (3 Mt.)DE | Erstveröffentlichung: November 1961                                                              |
| 1961 | Zwei kleine Italiener / Gino (Englischsprachige Version) / Twee kleine Italianen (Niederländische Version) / Un bacio all’ Italiana (Italienische Version) – | DE1 (7 Mt.)DE | Erstveröffentlichung: Dezember 1961 Verkäufe: + 1.225.000 6/16 beim Eurovision Song Contest 1962 |
| 1962 | Lady Sunshine und Mr. Moon – | DE3 (6 Mt.)DE | Erstveröffentlichung: Mai 1962                                                                   |
| 1963 | Du bist mir so sympathisch – | DE24 (2 Mt.)DE | Erstveröffentlichung: März 1963                                                                  |
| 1963 | Verliebt, verlobt, verheiratet – | DE7 (4 Mt.)DE | Erstveröffentlichung: Mai 1963 mit Peter Alexander                                               |
| 1963 | Skip-Du-Bi-Du – | DE16 (3 Mt.)DE | Erstveröffentlichung: August 1963                                                                |
| 1963 | Drei Musketiere – | DE4 (5 Mt.)DE | Erstveröffentlichung: Dezember 1963                                                              |
| 1964 | John, der edle Ritter – | DE45 (1 Mt.)DE | Erstveröffentlichung: November 1964                                                              |
| 1964 | Hey, Baron Münchhausen – | DE33 (1 Mt.)DE | Erstveröffentlichung: November 1964                                                              |
| 1965 | Diese Nacht hat viele Lichter – | DE22 (3½ Mt.)DE | Erstveröffentlichung: Januar 1965                                                                |
| 1966 | Ich geh’ durch den Regen – | DE38 (1 Mt.)DE | Erstveröffentlichung: April 1966                                                                 |

## Filmografie

### Kino
- 1951: Sündige Grenze
- 1952: Drei Tage Angst
- 1952: Ideale Frau gesucht
- 1954: An jedem Finger zehn
- 1954: Große Star-Parade
- 1955: Laß die Sonne wieder scheinen
- 1958: Der lachende Vagabund
- 1958: Wenn die Conny mit dem Peter
- 1959: Hula-Hopp, Conny
- 1959: Wenn das mein großer Bruder wüßte
- 1959: Ja, so ein Mädchen mit 16
- 1960: Meine Nichte tut das nicht
- 1960: Conny und Peter machen Musik
- 1960: Schlager-Raketen
- 1960: Mein Mann, das Wirtschaftswunder
- 1961: Junge Leute brauchen Liebe
- 1961: Mariandl
- 1961: Der Traum von Lieschen Müller
- 1962: Der Korporal in der Schlinge (Le caporal épinglé)
- 1962: Der Vogelhändler
- 1962: Mariandls Heimkehr
- 1963: Der Musterknabe
- 1963: Ist Geraldine ein Engel?
- 1964: Hilfe, meine Braut klaut
- 1967: Rheinsberg
- 1973: Crazy – total verrückt
- 1982: Die Sehnsucht der Veronika Voss
- 1986: Der Sommer des Samurai
- 1988: Faust – Vom Himmel durch die Welt zur Hölle
- 1997: Knockin’ on Heaven’s Door
- 1998: Der König der Löwen 2 – Simbas Königreich (Stimme)
- 2003: Die Wilden Kerle
- 2004: Villa Henriette
- 2013: Ostwind – Zusammen sind wir frei
- 2015: Ostwind 2
- 2017: Ostwind – Aufbruch nach Ora
- 2019: Ostwind – Aris Ankunft
- 2021: Ostwind – Der große Orkan

### Fernsehen (Auswahl)
- 1952: Eine nette Bescherung (Fernsehshow, Moderator: Peter Frankenfeld)
- 1963: Sophienlund (Fernsehfilm)
- 1965: Wahn oder Der Teufel in Boston (Fernsehfilm)
- 1965: Ein Wintermärchen (Fernsehfilm)
- 1966: Wo wir fröhlich gewesen sind (Fernsehfilm)
- 1966: Bei Pfeiffers ist Ball (Fernsehfilm)
- 1967: Die Schule der Frauen (Fernsehfilm)
- 1967: Im Ballhaus ist Musike – Ein Altberliner Tanzvergnügen (Fernsehfilm)
- 1968: Mathilde Möring (Fernsehfilm)
- 1968: Im Ballhaus wird geschwoft (Fernsehfilm)
- 1968: Die Wilde (Fernsehfilm)
- 1969: Der Bürger als Edelmann (Fernsehfilm)
- 1970: Der schwarze Graf (Fernsehserie)
- 1971: Der Wald (Fernsehfilm)
- 1971: Der Kommissar (Fernsehserie, eine Folge)
- 1972: Weh dem, der lügt (Fernsehfilm)
- 1973: Liebe mit 50 (Fernsehfilm)
- 1974: Auguste Bolte (Fernsehfilm)
- 1974: Wir pfeifen auf den Gurkenkönig (Stimme des Gurkenkönigs)
- 1975: Glückliche Reise (Fernsehfilm)
- 1975: Polly oder Die Bataille am Bluewater Creek (Fernsehfilm)
- 1976: Wir pfeifen auf den Gurkenkönig (Fernsehfilm, Stimme)
- 1977: Polizeiinspektion 1 (Fernsehserie, eine Folge)
- 1978: Die literarische Filmerzählung: Geschichte einer Liebe (Fernsehfilm)
- 1977–1993: Derrick (Fernsehserie, sechs Folgen)
- 1979: Noch ’ne Oper (Fernsehfilm)
- 1979: Balthasar im Stau (Fernsehfilm)
- 1980: Der Regenmacher (Fernsehfilm)
- 1980–2010: Der Alte (Fernsehserie, drei Folgen)
- 1981: Das Käthchen von Heilbronn oder: Die Feuerprobe (Fernsehfilm)
- 1983: Ein Fall für zwei (Fernsehserie, Folge: Das Opfer)
- 1990: Der kleine Prinz (Fernsehfilm, Stimme)
- 1991–1994: Praxis Bülowbogen (Fernsehserie, vierzig Folgen)
- 1994: Alles außer Mord! (Fernsehserie, eine Folge)
- 1994: 1945 (Fernsehfilm)
- 1994: Die Männer vom K3 (Fernsehserie, eine Folge)
- 1994: Tag der Abrechnung – Der Amokläufer von Euskirchen (Fernsehfilm)
- 1995: Fesseln (Fernsehfilm)
- 1996: Angst hat eine kalte Hand (Fernsehfilm)
- 1996: Der Sohn des Babymachers (Fernsehfilm)
- 1996: Kommissar Rex (Fernsehserie, eine Folge)
- 1997: Koerbers Akte: Kleines Mädchen – großes Geld (Fernsehfilm)
- 1997: Koerbers Akte: Tödliches Ultimatum (Fernsehfilm)
- 1998: Wolffs Revier (Fernsehserie, eine Folge)
- 1999, 2004: Siska (Fernsehserie, zwei Folgen)
- 2000: Hirnschal gegen Hitler (Fernsehfilm)
- 2000: Polizeiruf 110: Totenstille (Fernsehreihe)
- 2000: Tatort: Mord am Fluss (Fernsehreihe)
- 2001: Anwalt Abel (Fernsehserie, eine Folge)
- 2004: Die eine oder die andere (Fernsehfilm)
- 2004: Stärker als der Tod (Fernsehfilm)
- 2009: SOKO 5113 (Fernsehserie, eine Folge)
- 2010: Die Schwester (Fernsehfilm)
- 2011: Eine halbe Ewigkeit (Fernsehfilm)
- 2014: Almuth und Rita (Fernsehfilm)
- 2015: Frühling zu zweit (Fernsehfilm)
- 2016: Pokerface – Oma zockt sie alle ab (Fernsehfilm)
- 2016: Almuth und Rita – Zwei wie Pech und Schwefel (Fernsehfilm)
- 2016: Tatort: Wendehammer
- 2017: Ein Lächeln nachts um vier
- 2018: Endlich Gardasee!
- 2019: Frau Holles Garten

## Hörspiele (Auswahl)
- 1982: Olwynne Macre: Der stumme Mund – Regie: Andreas Weber-Schäfer (Kriminalhörspiel – SDR)
- 1987: Adolf Schröder: Katzengeschrei – Regie: Ernst Jacobi
- 1988: Botho Strauß: Bagatellen – Regie: Dieter Dorn (Hörspiel – WDR)

## Wort und Musik
- 196?: Peter und der Wolf
- 1999: Lieder und Geschichten aus unserer Welt (mit dem Windsbacher Knabenchor)